# Great Bend (Dakota Północna)
Great Bend – miasto w Stanach Zjednoczonych, w stanie Dakota Północna, w hrabstwie Richland.